# Луси Ворсли
Луси Ворсли (енгл. Lucy Worsley; 18. децембар 1973), официр Реда Британског царства, је енглески историчар, аутор, кустос и телевизијски водитељ.
Главни је кустос комплекса Краљевских дворова заједно са Трејси Борман. Најпознатија је по историјским емисијама на телевизији ББЦ, као што су: „Елеганција и декаденција: доба регенства“ (2011), „Блуднице, домаћице и јунакиње: историја 17. века за девојчице“ (2012), „Први Џорџеви: немачки краљеви који су формирали Британију“ (2014), „Веома британска романса“ (2015), „Луси Ворсли: Моцартова лондонска Одисеја“ (2016) и „Шест жена са Луси Ворсли“ (2016).

## Детињство и образовање
Луси Ворсли рођена је у Редингу, Беркшир. Њен отац је предавао геологију на  Универзитету у Редингу, а мајка је била саветник за образовну политику и праксу. Пре одласка на факултет, похађала је женску школу Аби у Редингу, затим школу Св. Бартоломеја у Њубурију и школу у Западном Бриџфорду, Нотингем. На Њу Колеџу у Оксфорду је дипломирала из области античке и модерне историје 1995. године.

## Каријера

### Кустос и академик
Др Ворсли почела је своју каријеру као кустос куће у Милтон Манору, близу Абингдона, у лето 1995. године. Од 1996. до 2002. била је инспектор историјских грађевина за удружење Енглеско наслеђе у региону Источног Мидленда. Током тог времена, истраживала је живот Вилијама Кавендиша, првог војводе од Њукасла, и написала је водич кроз његову кућу, Болсовер замак, за Енглеско наслеђе. Године 2001. докторирала је на Универзитету у Сасексу са дисертацијом на тему Архитектонска патронажа Вилијама Кавендиша, првог војводе Њукасла, 1593-1676. Дисертацију је касније развила у књигу Каваљер: Прича о галантности, страсти и великим кућама. Током 2002. и 2003. била је главни менаџер пројекта и истраживања за музеје у Глазгову, а затим је постала главни кустос комплекса Краљевских дворова (Историјских краљевских палата), независног, добротворног удружења које је задужено за одржавање Лондонске куле (Тауер), Хемптон Корт палате, државних станова Кенсингтон палате, Банкетске куће у  Вајтхолу и палате Кју у Ботаничкој башти истог имена. Надгледала је реконструкцију станова и вртова Кенсингтон палате у вредности од 12 милиона фунти. Године 2005. је изабрана за вишег истраживача Института за историјска истраживања Универзитета у Лондону. Такође, именована је и за ванредног професора Кенсингтон универзитета.

### Телевизија
Емисија у четири дела „Кад би зидови могли да говоре“ почела је са емитовањем 2011. године и бавила се историјом британских домова – од сеоских колиба до палата. Исте године, емитована је и троделна емисија „Елеганција и декаденција: доба регенства“.
Следеће године, 2012, била је, заједно са експертом за антиквитете и колекционаром, Марком Хилом, водитељ троделне тв-емисије „Откривање антиквитета“, а у исто време су емитоване и „Блуднице, домаћице и јунакиње“, троделна емисија о женама после Грађанског рата и обнављања монархије од стране Чарлса II. Касније исте године је презентовала документарац о „Храни у Енглеској“ Дороти Хартли, као део низа емисија „Храна и пиће“ на каналу ББЦ Четири.
Њена ББЦ серија „Веома британско убиство“ бавила се „морбидном националном опседнутошћу“ убиствима. Серија се бавила разним случајевима из 19. века, почев од убистава на ауто-путу Ретклиф из 1811, преко убиства у Ред Барну 1826. до „Бермондси хорора“, случаја Фредрика и Марије Манинг из 1849. године.
Године 2014. појавила се троделна серија „Први Џорџеви: немачки краљеви који су формирали Британију“, која се бавила доприносима краљева Џорџа I и Џорџа II из Хановера. Серија објашњава како је дошло до избора Немца, Џорџа I, за британског монарха, како га је наследио, њему нимало сличан, син, Џорџ II, и зашто би Британија, без њих двојице, данас била потпуно другачија. Емисија наглашава позитивне, али и негативне стране њихове владавине.
Троделна емисија „Веома британска романса“, рађена за ББЦ Четири, базирана је на романтичним романима и покушава да открије силе које формирају британску идеју о „живели су срећно до краја живота“ и како социјалне, политичке и културне идеје утичу на човекова осећања.
Троделни документарац „Империја царева: Русија Романових са Луси Ворсли“ емитован је у јануару 2016, а у јуну исте године емитована је и емисија „Луси Ворсли: Моцартова лондонска Одисеја“. Септембра те године снимана је емисија „Веома британска историја“ за ББЦ Четири, а у децембру је емитована драматизована исповест у три дела за ББЦ под називом „Шест жена са Луси Ворсли“.
Следеће, 2017, Ворслијева је представила емисију под називом „Највеће лажи британске историје са Луси Ворсли“ у којој раскринкава историјска виђења о Рату двеју ружа (1455—1487), Славној револуцији (1688) и британској окупацији Индије (1858—1947). Слично овоме, 2019. је објавила и „Највеће лажи америчке историје“, са освртом на оснивање Сједињених Америчких Држава, Америчку револуцију, Амерички грађански рат и доба Хладног рата.

### Романи и монографије
ББЦ Књиге су 2014. објавиле књигу Луси Ворсли „Веома британско убиство“, по угледу на истоимену емисију. Први дечији роман под именом „Елајза Роуз“, о младој племкињи на двору Тјудора, објавила је у априлу 2016. Наредне године, Ворслијева је објавила аутобиографију британске списатељице Џејн Остин, под називом „Џејн Остин код куће: аутобиографија“. Такође, Ворслијева је написала и роман за адолесценте о Лејди Мери, описујући детаље њеног живота.

### Награде и одликовања
Фебруара 2015. номинована је за најбољег водитеља, а њена емисија, „Први Џорцеви“, за најбољи историјски програм на годишњој додели награда Краљевског телевизијског друштва.
Јула 2015. именована је за почасног доктора писама (Doctor Litterarum) Универзитета у Сасексу.
На Рођенданској додели одликовања 2018. одликована је орденом Реда Британског царства са чином официра (ОВЕ) због заслуга за историју и британско наслеђе. Инвеституру је обавио Принц од Велса, у Бакингемској палати, 16. новембра 2018. године.

## Породични живот
Ворслијева живи у Саутварку, крај реке Темзе, у јужном Лондону, са супругом, архитектом Марком Хајнсом, за ког се удала новембра 2011. Што се тиче деце, Ворслијева је изјавила да је „образовањем изашла из нормалне репродуктивне функције“. Касније је за ту изјаву рекла да је „погрешно схваћена и да је звучала много мрачније него што је она замислила“. Као водитељ је позната по ротацизму, мањој говорној мани, тзв. „котрљајућем р“. Када је са ББЦ Два прешла на ББЦ Четири због серијала под називом „Способни да владају: како су краљевске болести промениле историју“, радила је са логопедом на исправљању говорне мане, али безуспешно. Током адолесценције је представљала Беркшир на кросу, а и данас воли да узме учешће у том спорту у слободно време.

## Списак емисија и дела

### Телевизија
| Година | Назив                                                             | Канал           | Белешке |
| 2009   | Унутар тела Хенрија VIII                                          | History Channel | |
| 2010   | Краљ Алфред Велики?                                               | BBC South       | 17. мај 2010. |
| 2010   | Клетва дијаманта Нада                                             | Channel 4       | 24. мај 2010. |
| 2011   | Кад је Бог говорио енглески                                       | BBC Four        | 21. фебруар 2011. Гостујући интервју у својству главног кустоса двора Хамптон                                      |
| 2011   | Да зидови могу да говоре: Историја домова                         | BBC Four        | Четвороделна серија (април 2011)                                                                                   |
| 2011   | Елеганција и декаденција: доба регенства                          | BBC Four        | Троделна серија (август-септембар 2011)                                                                            |
| 2012   | Наша храна                                                        | BBC Two         | Четвороделна серија (април 2012) Водитељ Жил Корен, ко-презентер са Џејмсом Вонгом, Алекс Лангландс и Алис Фаулер. |
| 2012   | Откривање антиквитета                                             | BBC Two         | Мај 2012. |
| 2012   | Унутар света Хенрија VIII                                         | History Channel | |
| 2012   | Блуднице, домаћице и јунакиње: историја 17. века за девојчице     | BBC Four        | Троделна серија (мај 2012)                                                                                         |
| 2012   | Храна у Енглеској: Изгубљени свет Дороти Хартли                   | BBC Four        | 6. новембар 2012.                                                                                                  |
| 2013   | Тајно знање, епизода 3                                            | BBC Four        | Замак Болсовер; 27. март 2013.                                                                                     |
| 2013   | Способни да владају: како су краљевске болести промениле историју | BBC Two         | Делови 1, 2 и 3.                                                                                                   |
| 2013   | Приче из краљевских одаја                                         | BBC Four        | 5. август 2013. |
| 2013   | Веома британско убиство                                           | BBC Four        | 23. септембар 2013. Троделна емисија                                                                               |
| 2014   | Први Џорџеви: немачки краљеви који су формирали Британију         | BBC Four        | 1. мај 2014. Троделна емисија                                                                                      |
| 2014   | Главни кувар                                                      | BBC One         | 8. мај 2014. Гостујући судија                                                                                      |
| 2014   | Приче из краљевских ормара                                        | BBC Four        | 7. јул 2014. |
| 2014   | Плес образ уз образ: интимна историја плеса                       | BBC Four        | 17. новембар 2014. Ко-водитељ са Леном Гудманом                                                                    |
| 2015   | Британске Тјудорске драгоцености: ноћ у дворцу Хемптон            | BBC Two         | 7. фебруар 2015. Ко-водитељ са Дејвидом Старкијем                                                                  |
| 2015   | Пекарке и смутљивице: 100 година Женског Института са Луси Ворсли | BBC Two         | 20. јул 2015. |
| 2015   | Веома британска романса                                           | BBC Four        | 8. октобар 2015.                                                                                                   |
| 2015   | Игром кроз Блиц: прича о Великом бенду Блекпула                   | BBC Two         | 25. јул 2015. Ко-водитељ са Леном Гудманом и Џулс Холанд.25 July 2015.                                             |
| 2015   | Кад је Луси упознала Роја: сер Рој Стронг у 80                    | BBC Four        | 23. авгудст 2015.                                                                                                  |
| 2015   | Лусине узде моћи: уметност плеса с коњима                         | BBC Four        | 15. септембар 2015.                                                                                                |
| 2015   | Велики историјски квиз: Тјудори                                   | BBC Two         | 24. децембар 2015. Капитен тима                                                                                    |
| 2016   | Империја царева: Русија Риманових са Луси Ворсли                  | BBC Four        | 6, 13. и 20. јануар 2016.                                                                                          |
| 2016   | Прави Версај                                                      | BBC Two         | 30. мај 2016. Ко-водитељ са Хелен Кастор                                                                           |
| 2016   | Луси Ворсли: Моцартова лондонска Одисеја                          | BBC Four        | 21. јун 2016. |
| 2016   | Шест жена са Луси Ворсли                                          | BBC One         | Децембар 2016. Троделна емисија                                                                                    |
| 2017   | Нјавеће лажи британске историје са Луси Ворсли                    | BBC Four        | Троделна емисија (јануар-фебруар 2017)                                                                             |
| 2017   | Џејн Остин: иза затворених врата                                  | BBC Two         | 27. мај 2017. |
| 2017   | Ноћ у опери са Луси Ворсли                                        | BBC Two         | Дводелна серија; 14. октобар 2017, 21. октобар 2017.                                                               |
| 2017   | Луси Ворсли: борба Елизабете I за божију музику                   | BBC Four        | 17. октобар 2017.                                                                                                  |
| 2018   | Ватромет за Тјудорску краљицу за Луси Ворсли                      | BBC Four        | 7. март 2018. |
| 2018   | Суфражеткиње са Лусу Ворсли                                       | BBC One         | 4. јун 2018. |
| 2018   | Викторија и Алберт: краљевско венчање                             | BBC Two         | 21. децембар 2018.                                                                                                 |
| 2019   | Највеће лажи америчке историје са Луси Ворсли                     | BBC Four        | Троделна серија (јануар 2019)                                                                                      |

### Публикације
- —— (2018). Краљица Викторија: ћерка, жена, мајка, удовица. Hodder & Stoughton.  978-1-4736-5138-8.[14]
  - —— (2019). Краљица Викторија: Двадесет четири дана која су јој променила живот (едиција за САД). St. Martin's Press.  978-1-250-20142-3.[15]
- —— (2018). Лејди Мери. Bloomsbury Childrens.  978-1-4088-6944-4[16]., адолесцентски роман
- —— (2017). Џејн Остин код куће. Hodder & Stoughton.  978-1-4736-3218-9.[17]
- —— (2017). Слушкиња краљевог двора. Candlewick Press.  978-0-7636-8806-6[18], адолесцентски роман
- —— (2017). Моје име је Викторија. Bloomsbury Childrens.  978-1-4088-8201-6[19], фикција за децу
- —— (2016). Елајза Роуз.Bloomsbury Childrens.  978-1-4088-6943-7[20], фикција за децу
- —— (2014). Веома британско убиство: Прича о националној опсесији. BBC Books.  978-1-84990-651-7.[21]
  - —— (2017). Уметност енглеских убистава (поновно издање).  Pegasus.
- —— (2012). Кад би зидови могли да говоре: Интимна историја домова. Faber & Faber.  978-0-571-25954-0.[22]
- —— (2011). Дворани: Тајна историја Џорџијанског двора. Faber & Faber.  978-0-571-23890-3.[23]
- —— (2009). Хенри VIII: 500 чињеница. Historic Royal Palaces.  978-1-873993-12-5[24].
- —— (2008). Каваљер: Прича о плејбоју 17. века. Faber & Faber.  978-0-571-22704-4[1].
- ——(2008). Краљевске палате Лондона (са предговором ЊКВ Принца од Велса).  Merrell Publishers.  978-1-85894-423-4[25].
- ——(2005). Палата двора Хамптон: званична илустрована историја.  978-1-85894-282-7[26].
- —— (2001). Кирби Хол, Нортамптоншир. English Heritage Guidebooks.  978-1-85074-747-5[27].
- ——(2001). Замак Болсовер. English Heritage Guidebooks.  978-1-85074-762-8[28].
- —— (1998). Хардвик Олд Хол. English Heritage Guidebooks.  978-1-85074-695-9[29]